# اما وو
اما وو یینگ چیه (Chinese ; متولد ۱۱ اوت ۱۹۸۹)، همچنین به نام گوی گوی(Chinese)، خواننده و بازیگر تایوانی است.
وو یینگ چیه، با نام مستعار گوی گوی، در ۱۱ اوت ۱۹۸۹ در شهر کیلونگ، تایوان به دنیا آمد و تنها فرزند والدینی است که از هم جدا شده‌اند.

## فیلم‌شناسی

### سریال‌های تلویزیونی
| سال  | عنوان                         | نقش                         | شبکه                                                                      | یادداشت‌ها        |
| ---- | ----------------------------- | --------------------------- | ------------------------------------------------------------------------- | ---------------- |
| ۲۰۰۷ | مکچیاتو قند قهوه ای           | گوی گوی (به عنوان خودش)     | FTV کانال ستاره چینی                                                      | بازیگرانه        |
| ۲۰۰۸ | افسانه ی شوروی‌های قهوه ای قند | نگهبان عبادات               | تلویزیون ستاره ای                                                         | کامئو، اپ. ۱۳    |
| ۲۰۰۸ | ترمیناتور مرموز و باورنکردنی  | لی شیاؤ Xing / تیان مو Xing | تلویزیون‌های تلویزیونی                                                     | سرب زن           |
| ۲۰۰۹ | ک. و. ان گو                   | هوانگ یو ینگ                | FTV / GTVتلویزیون‌های تلویزیونی                                            | کامئو، اپ. ۴۴–۴۶ |
| ۲۰۱۱ | من، برادر من                  | لوو وای وای                 | تلویزیون‌های تلویزیونی                                                     | سرب زن           |
| ۲۰۱۱ | پوست رنگ شده                  | شیا بنگ                     | تلویزیون S4، ZJTV GTV، شنزین تلویزیون ماهواره ای تلویزیون ماهواره ای شنژن | نقش پشتیبانی     |
| ۲۰۱۱ | دستورات عشق                   | وانگ مِی ی                   | تلویزیون‌های تلویزیونی                                                     | نقش پشتیبانی     |
| ۲۰۱۲ | خواب در آبی                   | شین شیاو کی                 | ZJTV                                                                      | نقش پشتیبانی     |
| ۲۰۱۲ | تب تابستانی                   | چن ون چنگ / چن تیان چنگ     | تلویزیون‌های تلویزیونی                                                     | سرب زن           |
| ۲۰۱۳ | نخست‌وزیر زن                   | اون دن نیانگ                | تلویزیون هونان                                                            | نقش پشتیبانی     |
| ۲۰۱۴ | استاد بزرگ و تکثر کننده       | آهنگ وِن وِن                  | تلویزیون اژدها                                                            | نقش پشتیبانی     |
| ۲۰۱۴ | مرد زیبا متفاوت               | تونگ یو چن                  | تلویزیون هونان                                                            | سرب زن           |
| ۲۰۱۴ | دفترچهٔ هم اتاقی               | لی می دای                   | تلویزیون هونان                                                            | نقش حمایتی       |
| ۲۰۱۵ | چهار (سلسلسل تلویزیونی ۲۰۱۵)  | لنگ ی ی                     | تلویزیون هونان                                                            | نقش پشتیبانی     |
| ۲۰۱۵ | دختر با گوشواره‌های تاسل       | روان چنگ تیان               | تلویزیون هونان تلویزیون آنهوئی                                            | سرب زن           |
| ۲۰۱۵ | روزنامه غذا "سلاکر"           | ژانگ آن آن                  | آیکیوی ویو (مدیای پخش) Viu (مدیای پخش)                                    | سرب زنانه        |
| ۲۰۱۶ | افسانهٔ چاقوی پرواز            | فانگ کی کی                  | یوکو                                                                      | نقش پشتیبانی     |
| TBA  | پری خانم                      | چن شیان چی                  |                                                                           | سرب زن           |

### فیلم
| سال  | عنوان          | نقش         | یادداشت    |
| ---- | -------------- | ----------- | ---------- |
| ۲۰۱۱ | چهار           | دینگ دانگ   | نقش مکمل   |
| ۲۰۱۳ | چهار دوم       | دینگ دانگ   | نقش مکمل   |
| ۲۰۱۴ | چهار III       | دینگ دانگ   | نقش مکمل   |
| ۲۰۱۵ | تعطیلات رؤیایی | دنی         | ظاهر مهمان |
| ۲۰۱۶ | روزهای خودمان  | چن یینو     | نقش مکمل   |
| ۲۰۱۸ | بیشتر از آبی   | بانی        | ظاهر مهمان |
| ۲۰۲۱ | دختر پری من    | وو شیائو ژو | سرب زن     |

### نمایش‌های موزیک ویدیو
| سال  | عنوان                                       | هنرمند (های)     |
| ---- | ------------------------------------------- | ---------------- |
| ۲۰۰۶ | "منکر (男傭)"                               | کنجی وو          |
| ۲۰۰۹ | "آسمانی که نمی‌توانی ببینی (你看不到的天空)" | ایوان یو         |
| ۲۰۱۰ | "قرمز"                                      | والاس چانگ       |
| ۲۰۱۱ | "دلتنگ تو"                                  | لیو زی کیان      |
| ۲۰۱۱ | "چسب به تو"                                 | لیو زی کیان      |
| ۲۰۱۱ | "دستور پخت مخفی عشق (愛的秘方)"             | کنجی وو          |
| ۲۰۱۳ | "عشق دور از من یک متر"                      | هو شیا           |
| ۲۰۱۶ | "رها نکردن"                                 | بن وو            |
| ۲۰۲۰ | "فکر می‌کنم دوستت دارم"                      | 曹楊 جوان        |
| ۲۰۲۱ | "هنوز تنها"                                 | 黃偉晉 وین هوانگ |

## آهنگ‌شناسی

### آلبوم استودیویی
| عنوان | جزئیات آلبوم                                                                        |
| ----- | ----------------------------------------------------------------------------------- |
| GX    | - منتشر شده: ۲۲ سپتامبر ۲۰۲۰ - برچسب‌ها: Avex Taiwan - فرمت‌ها: سی دی، دانلود دیجیتال |

### نمایشنامه‌های تمدید شده
| عنوان | جزئیات آلبوم                                                                                             |
| ----- | --- |
| جما   | - منتشر شده: ۷ اکتبر ۲۰۱۶ - برچسب‌ها: سی جی ای اند ام، وارنر موزیک تایوان - فرمت‌ها: سی دی، دانلود دیجیتال |

### تک آهنگها
| عنوان                                                      | سال  | موقعیت‌های بالای نمودار | آلبوم |
| عنوان                                                      | سال  | CHN                    | آلبوم |
| ---------------------------------------------------------- | ---- | ---------------------- | ----- |
| "کلوکلوکولوکلوک"                                           | ۲۰۱۷ | -بله.                  | GX    |
| "من را دوست دار"                                           | ۲۰۱۹ | ۳۷                     | GX    |
| " - " به انتشارات که در نمودار قرار نگرفته‌اند اشاره می‌کند. |      |                        |       |

### همکاری‌ها
| سال  | عنوان                    | هنرمندان دیگر | آلبوم                               |
| ---- | ------------------------ | ------------- | ----------------------------------- |
| ۲۰۱۳ | "دوستت دارم"             | باشه تاک یون  | ما ازدواج کردیم نسخه جهانی OST      |
| ۲۰۱۸ | "شهاب سنگ کوچک" (小流星) | سکوت وانگ     | 200 Million Years Old Classmate OST |